# 1818 Брамс
1818 Брамс (енгл. 1818 Brahms) је астероид главног астероидног појаса чија средња удаљеност од Сунца износи 2,163 астрономских јединица (АЈ).
Апсолутна магнитуда астероида је 14,7.